# Empoli Football Club
Maillots
Actualités
L'Empoli Football Club est un club italien de football basé à Empoli. Le club évolue le plus souvent en Serie B mais il accède en 1985-1986 pour la première fois en première division et il remporte trois Serie B, dont la dernière en 2021, où il est promu en Serie A.

## Histoire
Le club est fondé en août 1920 sous le nom de « Foot Ball Club Empoli ». En septembre 1931, le club est rebaptisé « Associazione Sportiva Fascista Empoli ». 
Dix ans plus tard, en septembre 1941, le club est rebaptisé « Associazione Calcio Empoli ». Nouveaux changements en 1944 : en octobre le club adopte le nom de « Gruppo Sportivo Azelio Landi » puis est rebaptisé « Empoli Football Club » en novembre.
Il termine la saison 2020-2021 de "Serie B" (2e division) à la première place et il est promu en "Serie A" pour la saison suivante.
Il termine la saison 2021-2022 à la 14e place. Malgré son maintien en première division, la société décide d'arrêter la collaboration avec l'entraîneur Aurelio Andreazzoli. Le 6 juin 2022, le club annonce l'arrivée pour deux saisons, avec une troisième en option, de Paolo Zanetti, ex entraîneur de Venise.

## Palmarès
- Champion de Serie B (3) : 2005, 2018, 2021
- Champion de Serie C1 (1) : 1983

## Parcours européen
Adversaires rencontrés :  FC Zurich

## Identité du club

### Changements de nom
- 1920-1931 : Foot Ball Club Empoli
- 1931-1936 : Associazione Sportiva Fascista Empoli
- 1936-1938 : Dopolavoro Empolese
- 1938-1941 : Dopolavoro Interaziendale Italo Gambacciani Sezione Calcio
- 1941-1944 : Associazione Calcio Empoli
- 1944 : Gruppo Sportivo Azelio Landi
- 1944- : Empoli Football Club

### Historique du logo

Ancien logo (Jusqu'en 2013)
Ancien logo (2013-2021)
Logo actuel (2021-)

## Joueurs et personnalités du club

### Effectif professionnel actuel
Le premier tableau liste l'effectif professionnel d'Empoli FC pour la saison 2025-2026. Le second recense les prêts effectués par le club lors de cette même saison.
En grisé, les sélections de joueurs internationaux chez les jeunes mais n'ayant jamais été appelés aux échelons supérieurs une fois l'âge-limite dépassé ou les joueurs ayant pris leur retraite internationale.

### Joueurs emblématiques
- Carlo Castellani : meilleur buteur d'avant-guerre, mort en déportation, dont le nom a été donné au stade.
- Ignazio Abate
- Luca Antonini
- Francesco Baiano
- Gianluca Berti (en)
- Alessandro Birindelli
- Marco Borriello
- Amedeo Carboni
- Dario Dainelli
- Alessandro Diamanti
- Federico Dimarco
- Arturo Di Napoli (en)
- Antonio Di Natale
- Francesco Flachi
- Pasquale Foggia
- Fabio Galante
- Sebastian Giovinco
- Massimo Maccarone
- Marco Marchionni
- Claudio Marchisio
- Vincenzo Montella
- Stefano Morrone
- Nicola Pozzi
- Andrea Raggi
- Christian Riganò
- Tommaso Rocchi
- Sebastiano Rossi
- Luciano Spalletti
- Leonardo Spinazzola
- Francesco Tavano
- Lorenzo Tonelli
- Luca Toni
- Elseid Hysaj
- Ismaël Bennacer
- Sergio Bernardo Almirón
- Mark Bresciano
- Vince Grella
- Amauri
- Emílson Cribari
- Éder
- Jorge Vargas
- Hamed Junior Traorè
- Igor Budan
- Zoumana Camara
- Łukasz Skorupski
- Piotr Zieliński
- Mário Rui
- Zlatko Dedič
- Johnny Ekström
- Guillermo Giacomazzi
- Karim Kochevaia
- Marcelo Zalayeta

### Entraîneurs successifs
- 2005 :  Mario Somma
- 2005 :  Luigi Cagni